# Schmelzklebstoff

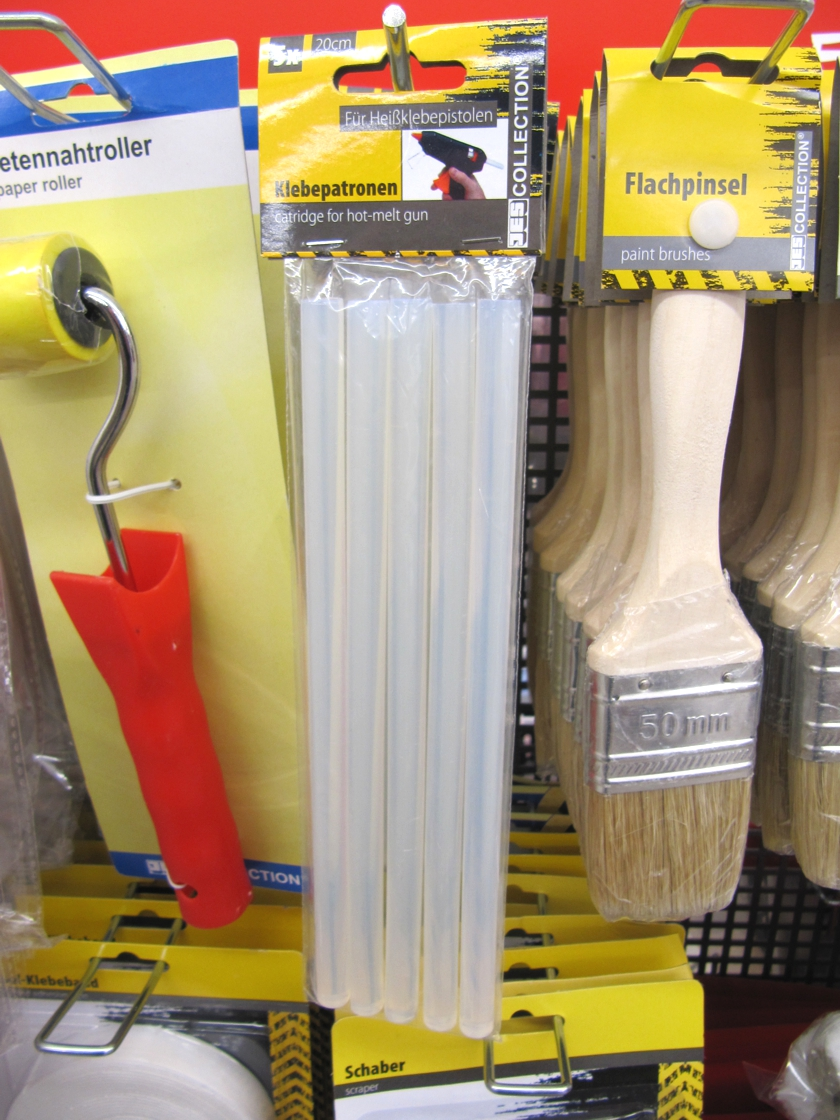
Ersatzpatronen für Heißklebepistolen

Schmelzklebstoffe, auch Heißklebestoffe, Heißkleber, Hotmelt oder (in der Schweiz) Heissleim genannt, sind lösungsmittel- bzw. wasserfreie und bei Raumtemperatur mehr oder weniger feste Produkte, die im heißen Zustand als viskose Flüssigkeit vorliegen und auf die Klebefläche aufgetragen werden. Beim Abkühlen verfestigen sie sich reversibel und stellen eine feste Verbindung her. Diese Gruppe von Klebstoffen sind thermoplastische Polymere, die auf verschiedenen chemischen Rohstoffen basieren.

## Geschichte
Der wahrscheinlich erste systematisch hergestellte Klebstoff der Menschheitsgeschichte war ein Schmelzklebstoff: Sowohl Neandertaler als auch moderne Menschen (Homo sapiens der Cro-Magnon-Epoche) verwendeten schon vor mindestens ca. 45.000 Jahren Birkenpech, um Stein und Holz ihrer Waffen und Werkzeuge miteinander zu verbinden. Der älteste Beleg für die Verwendung von Birkenpech stammt aus Campitello in Italien (oberes Arnotal) und ist etwa 200.000 Jahre alt. Birkenpech wurde aus Birkenrinde durch Trockendestillation gewonnen.
Der 1991 als Gletschermumie aufgefundene – Ötzi genannte – steinzeitliche Mann, der um 3340 v. Chr. auf dem Similaun starb, befestigte die Spitzen seiner Pfeile aus Feuerstein an den Schäften aus dem Holz des Wolligen Schneeballs mittels Pflanzenfasern und Birkenpech.

## Einteilung
Die Schmelzklebstoffe lassen sich in physikalisch und chemisch abbindende Klebstoffe unterteilen. Die physikalisch abbindenden Klebstoffe sind Thermoplaste, die chemisch abbindenden bilden Duroplaste, d. h. dreidimensionale Netzwerke. Eine andere Einteilungsart ist bezüglich des Verfestigungsmechanismus. Dabei werden die Schmelzklebstoffe in amorphe, teilkristalline und hochmolekulare Polymere eingeteilt, wobei bei den beiden ersten die Glastemperatur oberhalb und bei letzterem unterhalb der Raumtemperatur liegt.
Die wichtigsten für physikalisch abbindende Schmelzklebstoffe eingesetzten Polymere sind Polyamidharze, gesättigte Polyester, Ethylen-Vinylacetat-Copolymerisate (EVA), Polyolefine, Blockcopolymere (Styrol-Butadien-Styrol oder Styrol-Isopren-Styrol) und Polyimide. Polyamide, Polyester und Polyimide werden in so genannten Hochleistungs-Schmelzklebstoffen, Ethylen-Vinylacetat-Copolymere und Polyolefine in so genannten Massen-Schmelzklebstoffen verwendet.

## Inhaltsstoffe
Die eigentlichen Eigenschaften der Klebschicht in Bezug auf Adhäsion, Kohäsion und Temperaturverhalten werden von den Basispolymeren bestimmt, wobei zur Gewährleistung der Funktionalität oder zur Erzielung weiterer spezieller Eigenschaften verschiedene Zusätze benötigt werden. Harze dienen der Erhöhung der Klebrigkeit der Schmelze bei Verarbeitungstemperatur. Langkettige (Dibutyl- oder Nonyl-) Phthalsäureester dienen als Weichmacher für nicht ausreichend flexible Polymere. Aromatische Amine oder Phenole dienen als Stabilisatoren oder Antioxidantien während der Verarbeitung der Schmelze unter Sauerstoffeinfluss. Kreide, Schwerspat oder Titandioxid dienen der Festigkeitserhöhung und als Streckmittel zur Kostenreduzierung und Wachse dienen als Viskositätsregulanzien.

### Basispolymere
|       | Bezeichnung                            | Verarbeitungstemperatur | Bemerkungen   |
| ----- | -------------------------------------- | ----------------------- | ------------- |
| PA    | Polyamide                              | > 200 °C                |               |
| PE    | Polyethylen                            | 140 bis 200 °C          |               |
| APAO  | amorphe Polyalphaolefine               | ~ 170 °C                |               |
| EVAC  | Ethylenvinylacetat-Copolymere          | ~ 150 °C                |               |
| TPE-E | Polyester-Elastomere                   |                         |               |
| TPE-U | Polyurethan-Elastomere                 |                         |               |
| TPE-A | Copolyamid-Elastomere                  |                         |               |
|       | Vinylpyrrolidon/Vinylacetat-Copolymere | ~ 130 °C                | wasserlöslich |

### Harz
- Kolophonium
- Terpene
- Kohlenwasserstoffharze

### Stabilisatoren
- Antioxidantien

1. Primär („Radikalfänger“, z. B. Phenole)
2. Sekundär (Peroxidzersetzer)

- Metalldesaktivatoren (bilden mit Metallionen Komplexe)
- Lichtschutzmittel

### Wachs
- Natürlich (Bienenwachs)
- Synthetisch (voll-, teilsynthetisch, chemisch verändert)

### Nukleierungsmittel
Nukleierungsmittel können zur Modifizierung teilkristalliner Kunststoffe zugegeben werden. Sie sorgen dafür, dass die Kristallbildung bei höherer Temperatur eintritt. Somit lassen sich beispielsweise bei Polypropylen die Taktzeiten um bis zu 30 % reduzieren und die Kristallstruktur optimieren. Nebeneffekt ist eine stärkere Schwindung.

## Eigenschaften
Naturgemäß kann eine Verbindung durch einen Schmelzklebstoff ohne Nachvernetzung nur bis maximal zu seiner Erstarrungstemperatur wärmebeständig sein. Meist liegt die Wärmefestigkeit einer solchen Verbindung noch unterhalb ihrer Erweichungstemperaturbereiches. Die Verarbeitungstemperaturen sind von der Art des Grundstoffs abhängig und liegen im Bereich zwischen 120 und 240 °C. Hochschmelzende Schmelzklebstoffe auf der Basis von Polyimiden haben eine Verarbeitungstemperatur von über 260 °C. Typische Viskositäten bei den Verarbeitungstemperaturen von Schmelzklebstoffen liegen zwischen 20 Pa·s (Polyamid) und 10000 Pa·s (Ethylen-Vinylacetat-Copolymere).
Eine Steigerung der Festigkeit und auch der Langzeitbeständigkeit von Schmelzklebstoffen kann erreicht werden, wenn diesen durch Zusätze oder speziellen Aufbau der Polymere die Eigenschaft gegeben wird, nach Erreichen der Schmelztemperatur weiterhin zu vernetzen. Das gelingt sowohl mit Epoxidharz-Systemen als auch mit den heute am weitesten verbreiteten Polyurethan-Schmelzklebstoffen mit Nachvernetzung, in denen die nachträgliche chemische Reaktion durch von außen einwirkende Feuchtigkeit initiiert wird. Diese nachvernetzenden Schmelzklebstoffe können bei relativ geringen Temperaturen (ca. 60–80 °C) aufgebracht werden und widerstehen im ausgehärteten Zustand Temperaturen von bis 120–150 °C.

## Anwendung
Die Materialien werden je nach Anwendungsgebiet bezüglich der Haftungseigenschaften auf den Substraten, der Verarbeitungstemperatur, der Wärmestandfestigkeit, der chemischen Beständigkeit und der Härte ausgewählt.

### Lieferung
Schmelzklebstoffe werden als Granulat, als Pulver, als Folie, als Hobbock, als Vlies, als Fässer oder als Stangen („Kerzen“) angeboten. Haft-Schmelzklebstoffe, wie man sie u. a. auf Briefumschlägen findet, werden in Blockform geliefert. Hier ist der Klebstoff zur besseren Handhabung bis zur Verarbeitung mit einer Folie umgeben, die sich während des Aufschmelzens mit dem Klebstoff vermischt. Diese Folie hat so gut wie keinen Einfluss auf die Verarbeitung oder die Klebeeigenschaften.
Polyester- und Polyesteramid-Schmelzklebstoffe werden zum Teil aus nachwachsenden Rohstoffen hergestellt und sind im Prinzip kompostierbar.

### Verarbeitung
Die Verarbeitungstemperaturen liegen meist im Bereich zwischen 120 und 240 °C, wobei eine für die optimale Benetzung notwendige Viskosität vorliegt, jedoch noch keine thermische oder oxidative Schädigung der Schmelze auftritt.
Je nach Lieferform bzw. Gebindeform des Klebstoffes kommen unterschiedliche Versorgungssysteme (z. B. Extruder, Tank, Fass-Schmelzanlagen) zum Einsatz.
In der Industrie erfolgt die Applikation durch temperaturgeregelte Heißleimgeräte mit Heizschläuchen und Auftragsköpfen mit Düsen. Schmelzklebstoffe eignen sich für das Low-Pressure-Molding-Verfahren, in dem das heiße, flüssige Material bei niedrigem Druck, typischerweise 5 bis 25 bar, in ein relativ kaltes Formwerkzeug eingebracht wird. Aufgrund des niedrigen Einspritzdrucks eignet sich dieses Verfahren für empfindliche Bauteile wie Leiterplatten und Sensoren.
Für den gelegentlichen Gebrauch und den Heimwerkerbereich werden Heißklebepistolen angeboten. Das sind einfache Handgeräte mit Temperaturregelung durch Kaltleiter, die Heißklebepatronen in Stangenform (auch „Kerzen“ oder „Sticks“ genannt) verarbeiten.
Insbesondere beim Kleben von Metallen ist darauf zu achten, dass wegen der guten Wärmeleitfähigkeit der Fügeteile der Schmelzklebstoff im Grenzschichtbereich nicht zu schnell erstarrt und damit die vollständige Benetzung der Oberflächen verhindert wird.

### Vor- und Nachteile

#### Vorteile
- Lösungsmittelfrei[3]
- Nahezu unbegrenzte Lagerbarkeit
- Niedriger Materialpreis
- Schnelle Verarbeitung (nur Abkühlen der Verklebung statt des langsamen Aushärtens bei lösungsmittelgebundenen Klebesystemen oder der chemischen Reaktion von Zweikomponentenklebern)[3]
- Klebstoffreste können durch Aufheizen verflüssigt und von den meisten Oberflächen rückstandsfrei entfernt werden (zur Reinigung der Werkzeuge oder zum Trennen alter Verklebungen).[3]
- Verklebung verschiedener Materialien möglich, besonders geeignet für leicht poröse oder fasrige Werkstoffoberflächen
- Kann Unebenheiten der verklebten Oberflächen ausgleichen
- Elastizität der Klebefuge
- Keine Dosier- und Mischvorgänge vor Verarbeitung nötig[3]

#### Nachteile
- Spezialgeräte sind zur Verarbeitung erforderlich, diese brauchen typischerweise einen Stromanschluss.
- Gefährdungspotential bei der Handhabung des heißen Geräts und der heißen Masse
- Mechanisch wenig formbeständig, neigen schon bei relativ geringer statischer Belastung und höherer Umgebungstemperatur zum Kriechen[3]
- Relativ geringe Wärmestandfestigkeit[3]
- Chemisch wenig beständig
- Klebespalt kann nicht beliebig klein gewählt werden → höhere Klebedicken als bei vielen anderen Klebstoffen, wobei Folien aus Schmelzklebstoffen eine Dicke von 10–200 µm haben können.[5]
- Hohe Viskosität und Wärmebelastung der Fügeteile[3]

### Typische Einsatzbereiche
- Verpackungsindustrie, z. B. Verkleben von Kartons, Briefumschlägen, Beuteln
- Kleidung, z. B. Einkleben von Schulterpolstern in Jacketts (reinigungsfest)
- Ölfilter in KFZ, z. B. Einkleben der Papierrolle im Gehäuse
- Elektrotechnik, z. B. partielles oder vollständiges Eingießen von Baugruppen („Gehäuseersatz“) oder Bauteilen zur mechanischen Stabilisierung, Isolation oder speziell bei Induktivitäten zur Verringerung von mechanischen Schwingungen der Kupferspule und dementsprechender Geräuschentwicklung.
- Kabeldurchführungen, Dichtungsmuffen, z. B. für Leitungen in Kraftfahrzeugen
- Möbel- und Holzindustrie, Laminiertechnik, Bezüge und Polsterung von Sitzen in KFZ
- Schuhindustrie
- Windeln, z. B. Verkleben der saugfähigen Vliese in die Hülle
- Teppichindustrie, Teppichrücken mit der Nutzschicht verkleben
- Heimwerker (Schmelzklebepistolen mit Klebstoffkerzen)
- Buchbinden (Anbringen des Umschlags am Buch, alternativ zu Dispersionsklebstoffen) oder alle Seiten miteinander verbinden (Rückenverklebung)
- Sanitärindustrie (Verklebung von ESG-Glasscheiben in Aluminium-Duschtürprofilen)

Seit Anfang der 2000er Jahre werden für den Papier- und Verpackungsbereich Schmelzklebstoffe eingesetzt, die schon bei Temperaturen um 100 °C verarbeitet werden können und damit die thermische Belastung reduzieren. Weitere Spezialanwendungen sind UV-reaktiver Schmelzklebstoffsysteme aus UV-härtenden Polyacrylaten zur Etiketten- und Klebebandproduktion, bei denen durch Regulierung der Intensität der UV-Bestrahlung sehr unterschiedliche Adhäsions- und Kohäsionseigenschaften erreicht werden können. Für wiederverwendbare Kunststoffflaschen sind wasserlösbare Schmelzklebstoffe für Etiketten entwickelt worden.

## Trivia
Auch Siegellack, Kolophonium, Bernstein und Schellack sind zu den Schmelzklebstoffen zu rechnen. Schmelzklebstoffe (meist Ethylen-Vinylacetat-Copolymere) können auch als Heißsiegel-Klebstoffe verwendet werden.